# Liste der nationalen Mitgliedsparteien der Europäischen politischen Parteien
Die folgende Tabelle enthält die nationalen Mitgliedsparteien der Europäischen politischen Parteien, die von der Behörde für europäische politische Parteien registriert sind bzw. den Antrag auf Registrierung gestellt haben. Gelistet sind nur stimmberechtigte Mitglieder, die im Europa-, im nationalen oder einem regionalen Parlament vertreten sind. 
|                   | Land                    | ELA               | EL            | SPE          | EGP          | EFA               | ALDE               | EDP         | EVP                 | ECPP        | EKR        | PEU                | ESN |
| ----------------- | ----------------------- | ----------------- | ------------- | ------------ | ------------ | ----------------- | ------------------ | ----------- | ------------------- | ----------- | ---------- | ------------------ | --- |
| Europäische Union | Belgien                 |                   |               | PS, Vooruit  | Ecolo, Groen | NVA               | MR, VLD            | LE          | CD&V                |             |            | VB                 |     |
| Europäische Union | Bulgarien               |                   |               | BSP          | ZD           |                   | DPS                |             | GERB, SDS, DSB      |             | ITN        |                    | W   |
| Europäische Union | Dänemark                | EL                |               | A            | SF           |                   | V, RV              |             | C                   |             |            |                    |     |
| Europäische Union | Deutschland             |                   | Linke         | SPD          | Grüne        | SSW               | FDP                | FW          | CDU, CSU            | Familie     |            |                    | AfD |
| Europäische Union | Estland                 |                   |               | SDE          |              |                   | RE                 |             | Isamaa              |             |            | EKRE               |     |
| Europäische Union | Finnland                | Vas               |               | SDP          | Vihr         |                   | Kesk, RKP          |             | KOK, KD             |             |            |                    |     |
| Europäische Union | Frankreich              | LFI               | PCF           | PS           | EELV         | UDB, FC, PNC      | PR, UDI            | MoDem       | LR                  |             |            | RN                 | Rec |
| Europäische Union | Griechenland            |                   | Syriza        | Kinal        |              |                   |                    |             | ND                  |             |            | FL                 |     |
| Europäische Union | Irland                  |                   |               | Labour       | GP           |                   | FF                 | II          | FG                  | HDA         |            |                    |     |
| Europäische Union | Italien                 |                   |               | PD           | EV, VGV      | UV, STF           | A, +Europa         | IV          | FI, SVP             |             | FdI        | Lega               |     |
| Europäische Union | Kroatien                |                   | RF            | SDP          | Možemo       |                   | Centar, Fokus, IDS | NS-R        | HDZ                 |             | HS, Most   |                    |     |
| Europäische Union | Lettland                |                   |               | SDPS         | P            |                   | LA, par!           |             | V                   |             | NA         |                    |     |
| Europäische Union | Litauen                 |                   |               | LSDP         | DSVL         |                   | LRLS, LP           |             | TS-LKD              | LKDP        | LLRA, LVŽS |                    | TTS |
| Europäische Union | Luxemburg               |                   | Lénk          | LSAP         | Gréng        |                   | DP                 |             | CSV                 |             | ADR        |                    |     |
| Europäische Union | Malta                   |                   |               | MLP          |              |                   |                    |             | PN                  |             |            |                    |     |
| Europäische Union | Niederlande             |                   |               | PvdA         | GL           | FNP               | VVD, D66           | 50+         | CDA                 | CU, SGP     |            | PVV                | FvD |
| Europäische Union | Österreich              |                   |               | SPÖ          | Grüne        |                   | NEOS               | Fritz       | ÖVP                 |             |            | FPÖ                |     |
| Europäische Union | Polen                   | Razem             |               | NL           | Zieloni      |                   |                    |             | PO, PSL             |             | PiS        | RN                 | NN  |
| Europäische Union | Portugal                | BE                |               | PS           | Livre        |                   | IL                 |             | PSD, CDS            |             |            | CH                 |     |
| Europäische Union | Rumänien                |                   |               | PSD          |              | EMS               | USR                |             | PNL, PMP, UDMR      | PNCR, UDSCR | AUR        |                    |     |
| Europäische Union | Schweden                | V                 |               | SAP          | MP           |                   | L, C               |             | M, KD               |             | SD         |                    |     |
| Europäische Union | Slowakei                |                   |               |              |              |                   | PS                 |             | KDH, Slovensko, Dem |             | SaS        |                    | Rep |
| Europäische Union | Slowenien               |                   | L             | SD           |              |                   |                    |             | SDS, NSI, SLS       |             |            |                    |     |
| Europäische Union | Spanien                 | Podemos, EH Bildu | IU, PCE, EUiA | PSOE         | VQ           | BNG, ERC, NC, Més |                    | EAJ/PNV, CC | PP                  |             |            | Vox                |     |
| Europäische Union | Tschechien              |                   |               | Socdem       | SZ           |                   |                    | SEN 21      | KDU-ČSL, TOP 09     |             | ODS        | ANO, AUTO, Přísaha | SPD |
| Europäische Union | Ungarn                  |                   |               | MSZP, DK     | LMP          |                   | Momentum           | ÚK          | KDNP                | Jobbik      |            | Fidesz             | MHM |
| Europäische Union | Zypern                  |                   |               | EDEK         | KOSP         |                   | DIPA               |             | DISY                |             | ELAM       |                    |     |
| Land              | Land                    | ELA               | EL            | SPE          | EGP          | EFA               | ALDE               | EDP         | EVP                 | ECPP        | EKR        | PEU                | ESN |
| Andere Länder     | Albanien                |                   |               |              | PGj          |                   |                    |             | PDSH                |             |            |                    |     |
| Andere Länder     | Andorra                 |                   |               |              |              |                   | ApA                |             |                     |             |            |                    |     |
| Andere Länder     | Aserbaidschan           |                   |               |              |              | AZhK              |                    |             |                     |             |            |                    |     |
| Andere Länder     | Bosnien und Herzegowina |                   |               |              |              |                   | NS                 |             |                     |             |            |                    |     |
| Andere Länder     | Georgien                |                   |               |              |              |                   | Lelo, SA           |             | ENM                 |             |            |                    |     |
| Andere Länder     | Island                  |                   |               |              |              |                   | Viðreisn           |             | D                   |             |            |                    |     |
| Andere Länder     | Kosovo                  |                   |               |              |              |                   | PDK                |             |                     |             |            |                    |     |
| Andere Länder     | Moldau                  |                   | PCRM          |              |              |                   |                    |             |                     |             |            |                    |     |
| Andere Länder     | Montenegro              |                   |               |              |              |                   | LPCG               |             |                     |             |            |                    |     |
| Andere Länder     | Nordmazedonien          |                   |               |              | DOM          |                   | LDP                |             | VMRO-DPMNE          |             |            |                    |     |
| Andere Länder     | Norwegen                | SV                |               | Ap           | MDG          |                   | Venstre            |             | Høyre               |             |            |                    |     |
| Andere Länder     | San Marino              |                   |               |              |              |                   |                    | RF          |                     |             |            |                    |     |
| Andere Länder     | Schweiz                 |                   | PdA           |              | Grüne        |                   | FDP, GLP           |             | DM                  | EVP         |            |                    |     |
| Andere Länder     | Serbien                 |                   |               |              |              | LSV               | PSG                |             | SNS, VMSZ           |             |            |                    |     |
| Andere Länder     | Ukraine                 |                   |               |              |              |                   | SN, Holos          |             | Solidarnist         |             |            |                    |     |
| Andere Länder     | Vereinigtes Königreich  |                   |               | Labour, SDLP | GPEW, SGP    | SNP, PC           | LibDem             |             |                     |             |            |                    |     |

## Quelle
- Listen der Mitgliedsparteien in der Liste der eingetragenen Europäischen politischen Parteien der Behörde für Europäische politische Parteien